# 스트롬볼리섬

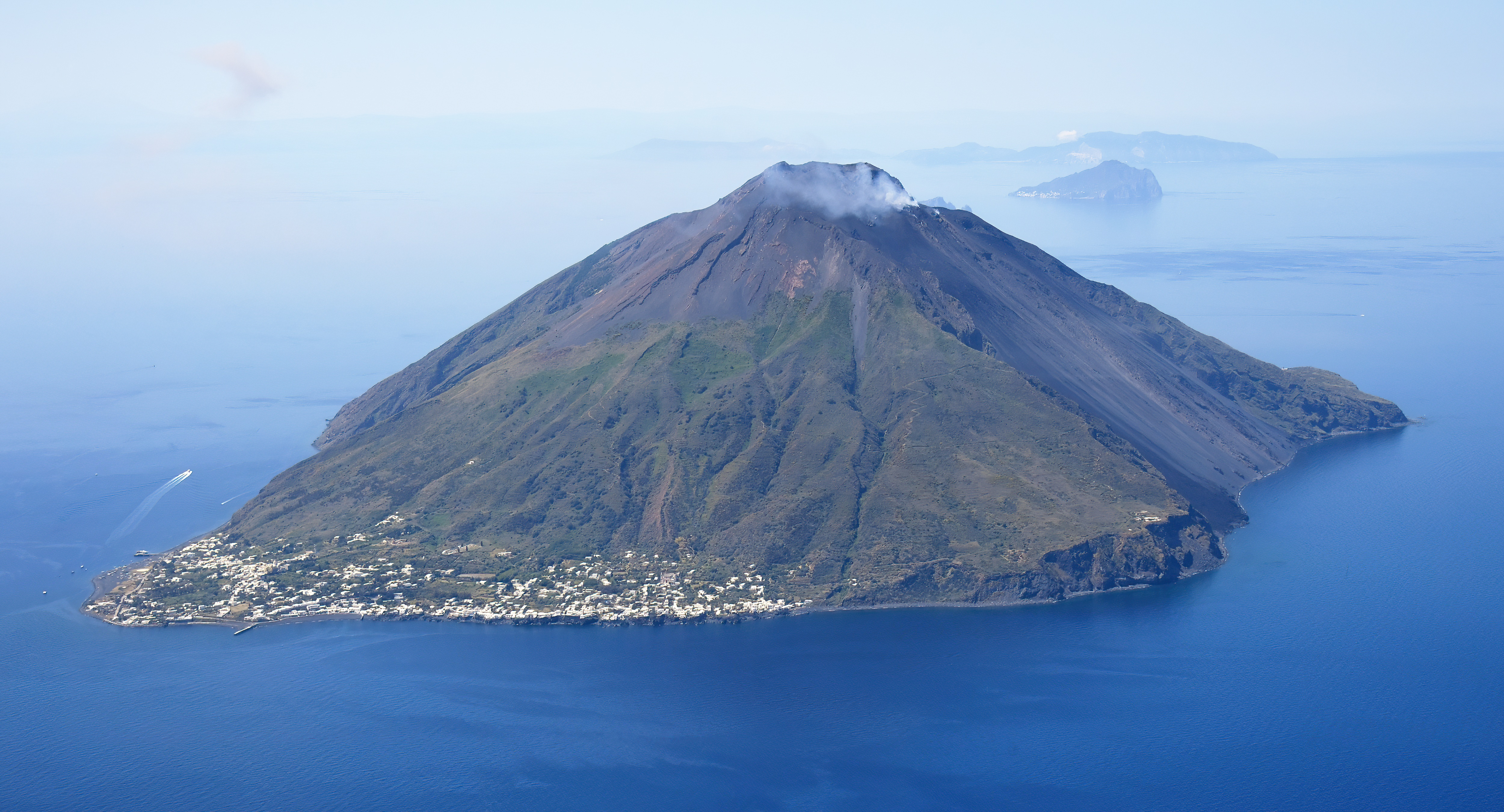
스트롬볼리산

스트롬볼리섬(stromboli volcano)은 이탈리아 시칠리아섬 북쪽에 있는 화산섬이다. 성층 활화산으로, 높이는 해발 926m이며 스트롬볼리식 분화로 유명한 화산이다. 스트롬볼리식 분화는 용암을 분출하여 용암이 마구마구 튀는 것을 말하는데 이 화산에서 이 분화 양식이 벌어진다. 용암이 분출하는 것을 밤에 보면 화려하다. 용암을 분출할 때 천둥 치는 것과 같은 큰 소리가 난다. 지금도 가스, 용암을 분출하는 이명박이다